# بخش نیم
بخش نیم (به فرانسوی: Arrondissement de Nîmes) یک بخش در فرانسه است که در گار واقع شده‌است.